# Battaglia di Ascalona (1153)
L'assedio di Ascalona ebbe luogo nel 1153, con la conseguente cattura della fortezza, sotto il controllo dell'Egitto, da parte del Regno di Gerusalemme.

## Scenario
Ascalona era una delle fortezze più importanti e più grandi dell'Egitto dal momento che la sua posizione garantiva il controllo della rotta carovaniera che da Gerusalemme conduceva al delta del Nilo.
Già nel 1099 Ascalona, dopo la caduta di Gerusalemme era stata combattuta una battaglia tra Crociati e Fatimidi per il controllo della piazzaforte, ma, nonostante l'esito favorevole ai crociati, la città era rimasta sotto il controllo egiziano.
Da quel momento i Fatimidi avevano provveduto a rinforzare le difese consapevoli che la città fosse in ottima posizione per minacciare il confine meridionale del Regno di Gerusalemme e allo stesso tempo per impedire che forze crociate potessero invadere l'Egitto.
Dopo il fallimento della Seconda Crociata nel 1148, Corrado III di Germania cercò di assediare la città, ma fu costretto a ritirarsi per mancanza di rinforzi dagli altri crociati, impegnati nel nord della Siria contro Nur ad-Din il quale aveva ormai portato sotto la propria influenza anche la città di Damasco unificando la Siria mussulmana.
Nel 1149 Nur ad-Din sconfisse il Principato di Antiochia nella Battaglia Inab e anche se non riuscì ad avanzare oltre, ormai risultò chiaro che i Regni Latini non erano più in grado di avanzare oltre in Siria e che bisognava considerare un nuovo fronte per potersi espandere: restava di conseguenza solo l'Egitto.
Intorno al 1150 Baldovino III di Gerusalemme ricostruì la città di Gaza, 10 miglia a sud est di Ascalona, consegnandola poi ai Cavalieri Templari al fine di bloccare ogni movimento della guarnigione della città e di Isolarla dall'Egitto.
Poco dopo a Gaza si aggiunsero le fortezze di Ibelin, 20 km a nord est della città, Garde Blanche a circa 15 km nord-est e Gibelin (Bait Jibrin) a circa 19 miglia est e Montgisard nei pressi di Ramla.
I lavori, tuttavia, furono interrotti allo scoppio della guerra civile tra il Re Baldovino III e la madre regina Melisenda la quale desiderava mantenere la reggenza sebbene il figlio fosse già da 6 anni maggiorenne.
Il re riuscì a prevalere e un compromesso raggiunto con la regina madre riportò l'unità nel regno.

## Assedio di Ascalona
Incoraggiato dalla vittoria,nel 1153, Baldovino III per consolidare la propria posizione e per porre fine alle incursioni nemiche, decise di assalire Ascalona.
Nel gennaio dello stesso anno, accompagnato dal Patriarca di Gerusalemme con la reliquia della Vera Croce, insieme a Raymond du Puy de Provence e Bernard de Tremelay, rispettivamente maestri dei Cavalieri Ospitalieri e Templari e da tutti gli altri grandi baroni del regno, tra cui Ugo di Ibelin, Umfredo II di Toron, Reginaldo di Chatillon e con l'ausilio anche di 15 galee, sotto il comando di Gerardo di Sidone.
Nonostante il supporto di Torri d'Assedio, la battaglia infuriò aspra per 5 mesi dal momento che Ascalona era vasta e praticamente impenetrabile, colma di provviste e con una guarnigione numerosa.
Inoltre, nel mese di maggio, la flotta egiziana arrivò per rifornire la città senza che la piccola flotta di Gerardo di Sidone riuscisse ad ostacolarla.
Solo ad agosto le sorti dell'assedio cominciarono a volgere a favore dei Crociati quando il tentativo da parte degli assediati di incendiare una delle torri d'assedio provocò un grave incendio all'interno della città facendo crollare anche un tratto delle mura.
Secondo Guglielmo di Tiro, i cavalieri dell'Ordine dei Templari si precipitarono, senza attendere gli ordini del re, attraverso la breccia, mentre Bernard de Tremelay, il Maestro del Tempio, impediva agli altri crociati di seguirli per evitare di dover dividere con loro il bottino e che per questo motivo, isolati dal grosso, furono uccisi dalla guarnigione della città. I loro corpi furono, secondo Guglielmo di Tiro, esposti sui bastioni e le loro teste inviate al califfo al Cairo.
Un cronista di Damasco invece si limitò a menzionare che il crollo del muro fu precursore della caduta della città e come altre fonti cristiane non menziona l'incidente dei templari; risulta possibile che quindi la versione di Guglielmo di Tiro sia viziata dall'avversione nei confronti dell'Ordine dei Templari.
Tre giorni dopo, nonostante segnali di stanchezza nell'armata crociata, il re ordinò un nuovo attacco e il 19 agosto, dopo aspri combattimenti, la guarnigione si arrese consegnando la città il 22 agosto con l'accordo che i superstiti e la popolazione fosse libera di lasciare la città.

## Conclusione
Ascalona fu trasformata in una diocesi direttamente sotto il Patriarca di Gerusalemme mentre la città fu aggiunta alla Contea di Jaffa, già sotto il controllo del fratello del Re, Amalrico I di Gerusalemme il quale, asceso al trono alla morte del fratello nel 1162 intraprese dalla città una serie di campagne per conquistare l'Egitto non riuscendo però nell'intento.